# Rosenkälla säteri
Rosenkälla säteri är en gård i Linköpings kommun (Sankt Lars socken), Östergötlands län. 

## Historik
Rosenkälla säteri i Sankt Lars socken i Hanekinds härad. Rosenkiældo gård omnämnes redan år 1319, då den testamenterades av Linköpingsdomprosten Bero till Linköpings domkyrka. Egendomen sägs från 1590-talet ha tillhört Olaus Petri Upsaliensis och hans son Israel Olavi, vilka båda var domprostar i Linköping, och skall emellan 1614 och 1617 blivit satt i mantal under namnet Torpestad och Torp. År 1646 donerades gården under sitt nuvarande namn av drottning Kristina till Israel Olais son, dåvarande häradshövdingen, sedermera presidenten Israel Lagerfelt, vilken 1671 innehade den med säterifrihet och 1683 som säteriallodialfrälse. Blev sedermera reducerad men utbyttes; skattlades 1761.
Egendomen gick därefter i arv inom denna släkt, som tillade säteriet större delen av nu tillhörande hemman, till år 1782, då den försåldes av överstelöjtnanten, friherre Israel Lagerfelt till överstelöjtnanten Mattias Strålenhielm men återbördades av friherre Lagerfelts faster, friherrinnan Brita Magdalena Leijonhielm, född Lagerfelt samt såldes 1798 av henne till friherrinnan Brita Magdalena Leijonhjelm, född Fock, som 1815 sålde gården till sin son i hennes första gifte, kammarherren, greve Fredrik Sinclair, vid vars död 1835 den ärvdes av greve Karl Fredr. Adolf Sinclair.